# 銀帶鳚杜父魚
銀帶鳚杜父魚，為輻鰭魚綱鮋形目杜父魚亞目杜父魚科的其中一種。分布於西北太平洋區的日本海域，屬底棲性魚類，體長可達13公分。

## 扩展阅读
維基物種上的相關：銀帶鳚杜父魚